# Irene Solà Sàez
Irene Solà Sàez (Malla, 17 d'agost de 1990) és una poeta, escriptora i artista catalana.

## Biografia
Va estudiar belles arts a la Universitat de Barcelona i va cursar un màster en literatura, cinema i cultura visual a la Universitat de Sussex. Ha viscut a Barcelona, Reykjavík (Islandia), Brighton (Anglaterra) i Londres.

## Obra literària
S'inicia en la literatura escrivint narrativa breu i poesia. L'any 2012 surt a la llum el seu poemari Bèstia, guanyador del 48è Premi Amadeu Oller per a poetes inèdits i publicat per l'editorial Galerada. El jurat del guardó en va destacar la poesia «suaument violenta, colpidora i tènue», plena d'idees i amb «incorporacions d'objectes aparentment impoètics», en un «univers surrealista molt suggerent i ben sostingut». Aquest poemari ha estat traduït a l'anglès, l'italià i el castellà.
L'any 2018 publica Els dics, una novel·la en què es teixeixen múltiples relats ideats per la seva protagonista sobre les seves relacions i el seu entorn. L'any següent guanya el Premi Anagrama de novel·la en català amb l'obra Canto jo i la muntanya balla, que també li mereixerà, entre d'altres guardons, el Premi de Literatura de la Unió Europea. L'obra ha venut més de quaranta-sis mil exemplars en català i s'ha traduït a una vintena d'idiomes, incloent-hi l'alemany, l'anglès, el basc, el danès, el francès, l'hongarès, l'italià, el lituà, el polonès o el castellà, en què ha venut més de dotze mil exemplars.
La seva última novel·la és Et vaig donar ulls i vas mirar les tenebres, una obra que ressegueix les històries d'un llinatge femení i maleït de les Guilleries on apareixen caçadors de llops, bandolers, emboscats, carlins, bruixes, maquis, fantasmes i dimonis.
La crítica ha acollit molt positivament l'obra literària de Solà, sobretot les seves dues últimes novel·les, destacant-ne aspectes com ara la coralitat, el protagonisme de la naturalesa i el món rural, l'interès pel fet narratiu mateix o un estil proper al realisme màgic. La seva figura és considerada de manera unànime una de les veus de referència de la literatura catalana actual.

## Obra artística
A més de l'activitat literària, ha conreat les arts visuals. Entre les galeries i les mostres on ha exposat la seva obra, de manera individual o col·lectiva, figuren el centre d'art ACVic de Vic, el Museu de l'Empordà, la Biennal d'Art Contemporani Català, el centre d'arts visuals Can Felipa, la Sala d'Art Jove, la Fundació Tàpies, el Festival Loop, el CCCB, el Museu de l'Art de la Pell, el Centre d'Art la Panera de Lleida, el Bòlit de Girona o el MAC de Mataró. En el pla internacional, ha exposat a la Galeria José de la Fuente (Santander), a la Galeria Whitechapel (Londres), a Jerwood Arts (Londres) i a la Biennal d'Art Contemporani JCE.

## Col·laboració amb mitjans de comunicació
Solà també ha estat col·laboradora assídua en diversos mitjans de comunicació, com ara La Llança, la revista Time Out Barcelona o La Vanguardia, on publica una columna quinzenal.

## Obra publicada

### Poesia
- Bèstia (Barcelona: Galerada, 2012)

### Narrativa
- Els dics (Barcelona: L'Altra Editorial, 2018)
- Canto jo i la muntanya balla (Barcelona: Anagrama, 2019)
- Et vaig donar ulls i vas mirar les tenebres (Barcelona: Anagrama, 2023)

## Premis
- 2012: Premi Amadeu Oller per a poetes inèdits per Bèstia.
- 2017: Premi Documenta de narrativa per Els dics.
- 2019: Premi Anagrama de novel·la en català per Canto jo i la muntanya balla.
- 2019: Premi Punt de Llibre de Núvol per Canto jo i la muntanya balla.[23]
- 2019: Premi Cálamo, categoria "Otra Mirada" per Canto yo y la montaña baila.[24]
- 2020: Premi de Literatura de la Unió Europea per Canto jo i la muntanya balla.[25]
- 2023: Premi Nota Bene per When I sing, mountains dance.[26]